# Gudme Sogn
Gudme Sogn ist eine Kirchspielsgemeinde (dän.: Sogn)
auf der Insel Fyn (dt.: Fünen) im südlichen Dänemark.
Bis 1970 gehörte sie zur Harde Gudme Herred im damaligen Svendborg Amt, danach zur Gudme Kommune im
Fyns Amt, die im Zuge der  Kommunalreform zum 1. Januar 2007 in der
Svendborg Kommune in der Region Syddanmark aufgegangen ist.
Im Kirchspiel leben 1249 Einwohner, davon 902 im ehemaligen Kommunenzentrum Gudme (Stand: 1. Januar 2023).
Im Kirchspiel liegt die Kirche „Gudme Kirke“.
Nachbargemeinden sind im Osten Hesselager Sogn, im Südosten Oure Sogn, im Südwesten Brudager Sogn und im Westen Gudbjerg Sogn, ferner in der nördlich gelegenen Nyborg Kommune Langå Sogn.